# コソボ治安軍

コソボ治安軍の軍旗

コソボ治安軍（コソボちあんぐん、アルバニア語：Forca e Sigurisë së Kosovës、セルビア語：Косовска безбедносна служба / Kosovske bezbednosne služba）は、コソボの軍隊であり、2008年2月17日のコソボの独立宣言後から設立が準備されてきた。
2008年12月初旬から、兵員の徴募が開始された。徴募の対象となるのは18歳から30歳までの人員である。また、最高司令官には、スュレイマン・セリミ中将が就任した。2009年1月4日にはコソボ防護隊から選ばれたコソボ治安部隊への転籍者が発表された。
2009年1月21日、コソボ治安部隊は公式に発足し、コソボ防護隊の任務を引き継いだ。治安部隊はイギリス軍の軍人によって訓練を受け、アメリカ合衆国から軍服を支給され、軍用車はドイツから支給された。治安部隊はNATOの定める範囲内での任務を行う。加えて、イタリア、ポルトガルおよびその他のNATO加盟国よりコソボ治安部隊に対して寄付や訓練の提供があった。治安部隊の創設のために、スロベニアから3万ユーロが寄付された。
2009年9月18日、8ヶ月に及んだNATOの人員による初期訓練を終え、コソボ治安部隊は公式に任務に就いた。

## 歴史
1999年のコソボ紛争の後、国際連合の安全保障理事会は決議1244を議決し、北大西洋条約機構（NATO）主導のコソボ治安維持部隊（KFOR）がコソボの治安を担うものとされた。KFORは1999年6月12日に国際連合の命令に基づいてコソボに進駐した。決議1244が議決された当時、コソボではセルビア人によるユーゴスラビア連邦共和国の軍や準軍事組織と、アルバニア人のコソボ解放軍との間で戦闘が続けられ、コソボは重大な人道上の危機にあった。民族間対立は最高潮に達し、記録的な数の死者が出た。ほぼ1百万人が難民となった。
2008年3月19日、アメリカ合衆国大統領のジョージ・W・ブッシュは、独立したコソボと公式な外交関係を樹立するため、コソボへの武器供給を認めた。ブッシュは、コソボに武器を供給することが「合衆国の安全を強化し、世界平和を育む」と信じると述べた。
2008年3月、KFORとコソボ防護隊は、コソボ治安部隊の創設を準備し始めた。コソボの日刊紙コソヴァ・ソト（Kosova Sot）によると、計画では、コソボ治安部隊は軽武装で、NATOの求める範囲内で活動するものとされた。計画では、治安部隊は4500人の常備人員と、2000人の予備役人員によって構成され、NATOから専門家が派遣される5月から6月に入隊登録と人員の訓練が開始されると報じられた。

## 責務
コソボ治安部隊省では、コソボ治安部隊の任務を以下のように定めている:
また、コソボ治安部隊省について以下のように定めている:

## 上級士官
以下の上級士官は、最高司令官であるスュレイマン・セリミ中将の下、2009年6月16日に宣誓を行った
- ラフマン・ラマ少将
- カドリ・カストリオティ少将
- バシュキム・ヤシャリ准将
- ナズミ・ブラヒマイ准将
- ズュメル・ハリミ准将
- イムリ・イラジ准将
- エンヴェル・ツィカチ准将